# Scanzorosciate
Scanzorosciate es una localidad y comune italiana de la provincia de Bérgamo, región de Lombardía, con 9.177 habitantes.

## Evolución demográfica
| Gráfica de evolución demográfica de Scanzorosciate entre 1861 y 2001 |
|                                                                      |
| Fuente ISTAT - elaboración gráfica de Wikipedia                      |